# Іпполіто Каффі
Іпполіто Каффі (італ. Ippolito Caffi; 16 жовтня 1809 — 20 липня 1866) — італійський художник середини XIX століття, патріот Італії, що брав участь у національно-визвольній боротьбі італійців проти вояків Австрійської імперії, покидаючи мистецтво.

## Біографія, ранні роки
Народився в місті Беллуно. Край і місто на той час були приєднані до Австрійської імперії. Ця обставина матиме трагічні наслідки для біографії митця і патріота Італії.

## Художня освіта
Художню освіту здобув у Венеційській художній академії. Навчання припало на період 1827—1832 років. Його вчителі — художник і театральний декоратор Траквілло Орсі (1771—1845) та Теодоро Маттієні (1754—1831).
Ще в період навчання в художній академії Іпполіто Каффі отримав 1830 року спеціальну премію за досконале опанування художньої перспективи. 1835 року він надрукував книгу-посібник «Уроки практичної перспективи» в Римі. Посібник роботи Кафі визнали корисним і 1838 року вийшов його передрук у місті Неаполь, а 1841 року у Венеції.

## Мода на пейзажний живопис
У XIX столітті в Західній Європі розгорілася мода на пейзажний живопис. Пейзаж у вигаданому стилі з руїнами та часто міфологічними персонажами культивував ще академізм та пізній класицизм другої половини XVIII століття. На новому етапі до створення пейзажів навернулась нова генерація західноєвропейських митців, але запанував реалізм. Власні традиції пейзажного живопису мала острівна Венеція, де виник міський пейзаж ведута. До створення міських пейзажів і звернувся Іпполіто Каффі.

## Модний майстер
П'ятого квітня 1847 року Іпполіто Каффі додав своїй особі популярності дещо незвичним засобом. Разом із французом Франсуа Арбаном вони здійснили політ на повітряній кулі. Кулю підняли у небо просто з П'яцца ді Сієна в самому Римі, що отримало чималий розголос у папській столиці.
Художник закріпив власний успіх ще й створенням двох картин («Панорама П'яцца ді Сієна з повітряної кулі» та «Повітряна куля в небі Римської Кампаньї».) На деякий час він став модним майстром в Римі.

## Втручання актуальних подій
У першій половині XIX століття митців і діячів Італії хвилювали два болючі питання, що відсували у тінь і проблеми мистецтва.
- Перша проблема — об'єднання роздрібнених князівств і державних утворень на території Аппенін у єдину державу на зразок Франції чи Британії, котрі спромоглися зробити це набагато раніше і зміцніли як держави.

- Друга проблема — звільнення територій краю від іноземних володарів, звільнення венеційського краю (що втратив власну державність) від Австрійської імперії. В останньому був кровно зацікавлений і художник Іпполіто Каффі, що вважав себе венеційцем, а не австріяком. Прийшов період, коли він як художник покинув проблеми живопису.

Не були осторонь і сміливці та митці в папській столиці. Були сформовані загони римських вояків-волонтерів, до котрих приєднався і Іпполіто Каффі. Нещодавно обраний на престол папа римський, аби заробити популярність, не втручався в створення волонтерського загону та не перешкоджав їх виступу на італійські території, що перебували у складі Австрійської імперії (Ломбардія, Венето). Іпполіто Кафіі став керівником невеликого підрозділу волонтерів, уродженців міста Беллуно.

## Австрійський полон
Загін волонтерів з Беллуно брав участь у бойових діях, але в черговий раз був розбитий вояками Австрії. Серед вояків-волонтерів, що потрапили у полон, опинився і художник Іпполіто Каффі. Військовополонених вивезли подалі від Північної Італії. Йому, як керівнику невеличкого повстанського загону, загрожувала смертна кара, але якось обійшлося, хоча він підпадав під покарання як підданий австрійського імператора за законом.
Згодом його звільнили з полону з наказом безвиїздно перебувати у Беллуно під поліцейським наглядом. Про його перебування в Беллуно дізнались пізніше з регулярних доносів. Адже художник не скорився і продовжив у рідному Беллуно патріотично спрямовану пропаганду задля звільнення Північної Італії від Австрії. Доноси спрацювали і художник усвідомив, що за ним пильнують для нового арешту.

## Втеча з Беллуно
Іпполіто Каффі втік у Венецію, де знову брав участь у обороні міста, де розпочалося чергове повстання проти влади Австрії. У Венеції оголосили республіку і створили власну гвардію. Так Каффі став гвардійцем.
Венеційська повстанська республіка під тиском регулярної армії Австрійської імперії зазнала поразки і була вимушена припинити повстання в серпні 1849 року.

## Проскрипційні списки або списки політично неблагонадійних
Списки політично неблагонадійних чи просто підозрюваних широко використовували в XIX столітті. Доноси знову спрацювали і до австрійських проскрипційних списків внесли «Іпполіто Каффі, чиновника». На художника знову чекала кара. Згодом виявилося, що сексот мав на увазі не художника, а його однофамільця, котрий теж брав участь у повстанні венеційців 1848 р.. Але каральним органам було байдуже і репресії проти художника розпочалися. Донос здивував, бо художник не був ні автором політичної програми повстання, ні його впливовим керівником на кшталт Даніелє Манін (1804—1857) або Ніколо Томмазео (1802—1874), дійсно ключових фігур національно-визвольного руху. Вигідно було карати обох Каффі, як і залякати тисячі італійських патріотів, що підтримали повстання.

## Роки заслання і арешт, зміна громадянства
Художника Каффі вислали з територій, підвладних Австрійський імперії. Розпочались роки блукань і поневірянь, тому що про нього сповіщали як про небезпечну, злочинну особу. Лише через роки він прибув у місто Генуя, де міг оселитися. 1860 року він ризикнув повернутися у Венецію в надії, що про нього забули. Тут його арештували, незважаючи на 10 років приниження і заслання. Спрацював черговий донос про ведення ним «патріотичної пропаганди».
По звільненню з ув'язнення художник знову вимушено блукав, поки не дістався міста Турин. У столиці П'ємонту подав клопотання королю про вихід з австрійського підданства та перехід у громадянство П'ємонту. Його клопотання було прийнято і схвалено.

## Загибель у бою
1862 року Іпполіто Каффі став громадянином держави Італія. Незважаючи на випробування долі повстанця і арешти він не скорився і вкотре покинув живопис. Іпполіто Каффі загинув у морському бою 20 липня 1866 року, коли італійці воювали з моряками Австрії.

## Обрані твори (неповний перелік)

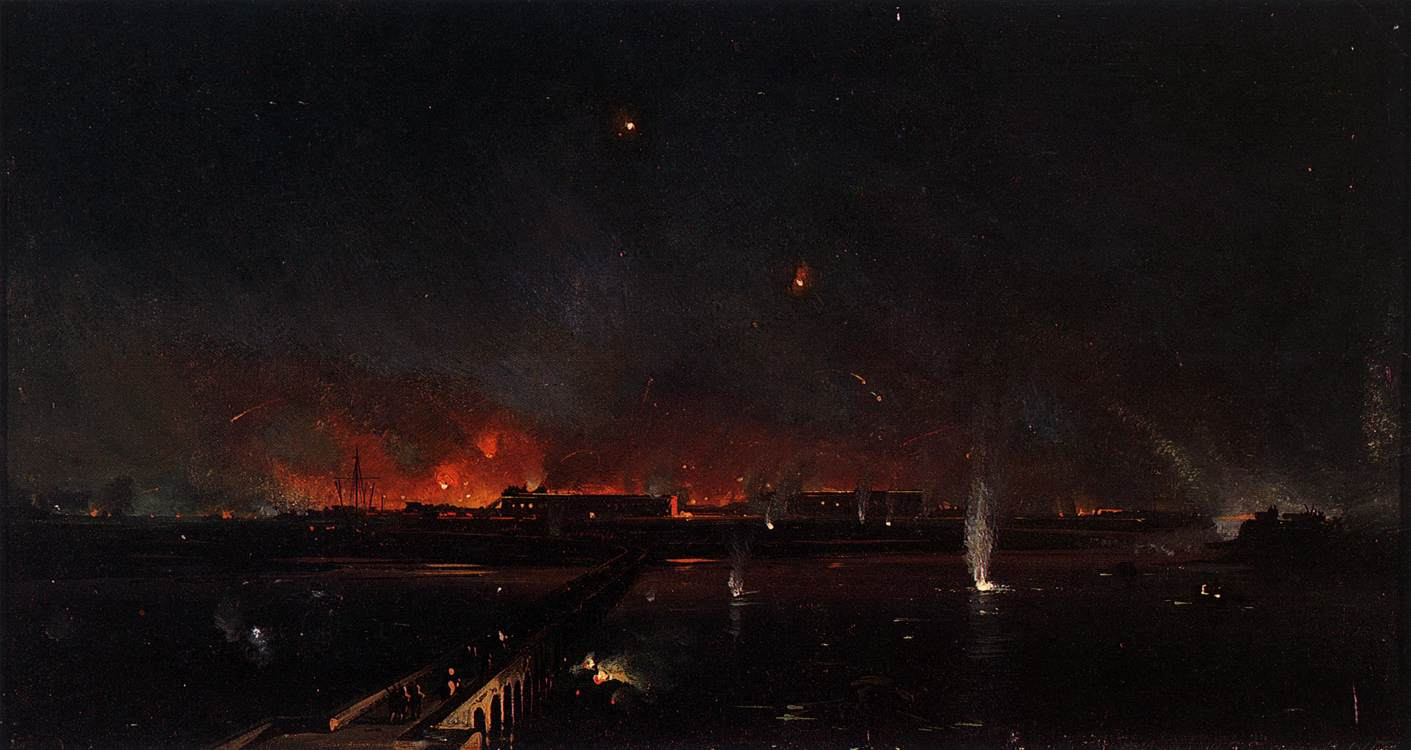
Іпполіто Каффі. «Бомбадуваня форту Магера венецінських повстанців австрійськими імперськими вояками в ніч 24 травня 1849 року». Інтернаціональна галерея новітнього мистецтва (Венеція)

Іпполіо Каффі. «Венеція, П'яцца Сан Марко в місячному освітленні», недатовано.

- «Флоренція. Краєвид площі Сеньйорії від Лоджії деі Ланці»
- «Венеція ввечері, забави на П'яцетті біля палацу Дожів»
- «Колізей в освітленні бенгальськими вогнями ввечері»
- «Венеція, занесена снігом»
- «Автопортрет», 1840 р.
- «Площа Монте Кавалло в Римі», 1842 р.
- «Рим. Порт на річці Ріпетта», 1843 р.

- «Краєвид Неаполя», 1843 р.
- «Афіни. Руїни театра Ірода», 1843 р.
- «Афіни. Руїни Парфенона», 1843 р.
- «Площа в Константинополі»
- «Зупинка каравана в пустелі», 1843 р.
- «Караван між Каїром та Александрією», 1843 р.
- «Руїни давньоримського акведука в Римській Кампаньї», 1843 р.
- «Афіни. Арка імператора Адріана», 1844 р.
- «Караван в пустелі біля Великого сфінкса», 1844 р.
- «Панорама П'яцца ді Сієна в Римі з повітряної кулі», 1847 р.
- «Повітряна куля в небі Римської Кампаньї», 1847 р.
- «Рим. Кінець римського карнавалу», 1848 р.
- «Арена Колізея з верхнього ярусу»
- «Гайд парк, Лондон»
- «Римський Пантеон»
- «Краєвид Венеції»
- «Міст Ріальто»
- «Венеція. П'яцца Сан Марко в місячному освітленні»
- «Надвечір біля Сан П'єтро дель Кастелло, Венеція»
- «Панорама Ніцци», 1852 р.
- «Краєвид Рима з верхівки Монте Пінчіо», 1855 р.
- «Париж. Брама Сен Дені», 1855 р.
- «Римський Форум. Руїни», 1856 р.
- «Краєвид Венеції, Гранд канал», 1858 р.

## Обрані твори (галерея)

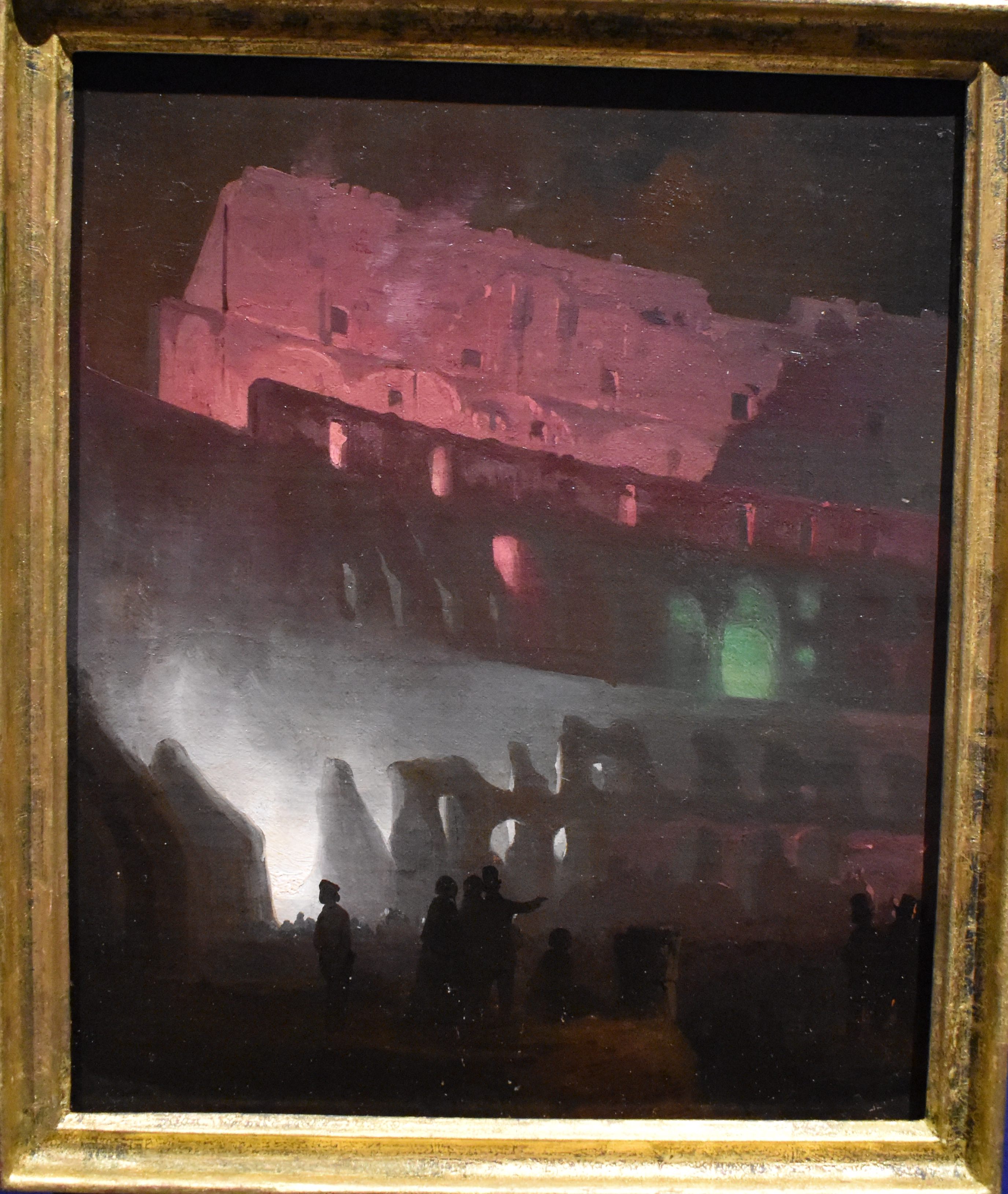
Іпполіто Каффі. «Колізей в освітленні бенгальськими вогнями ввечері»

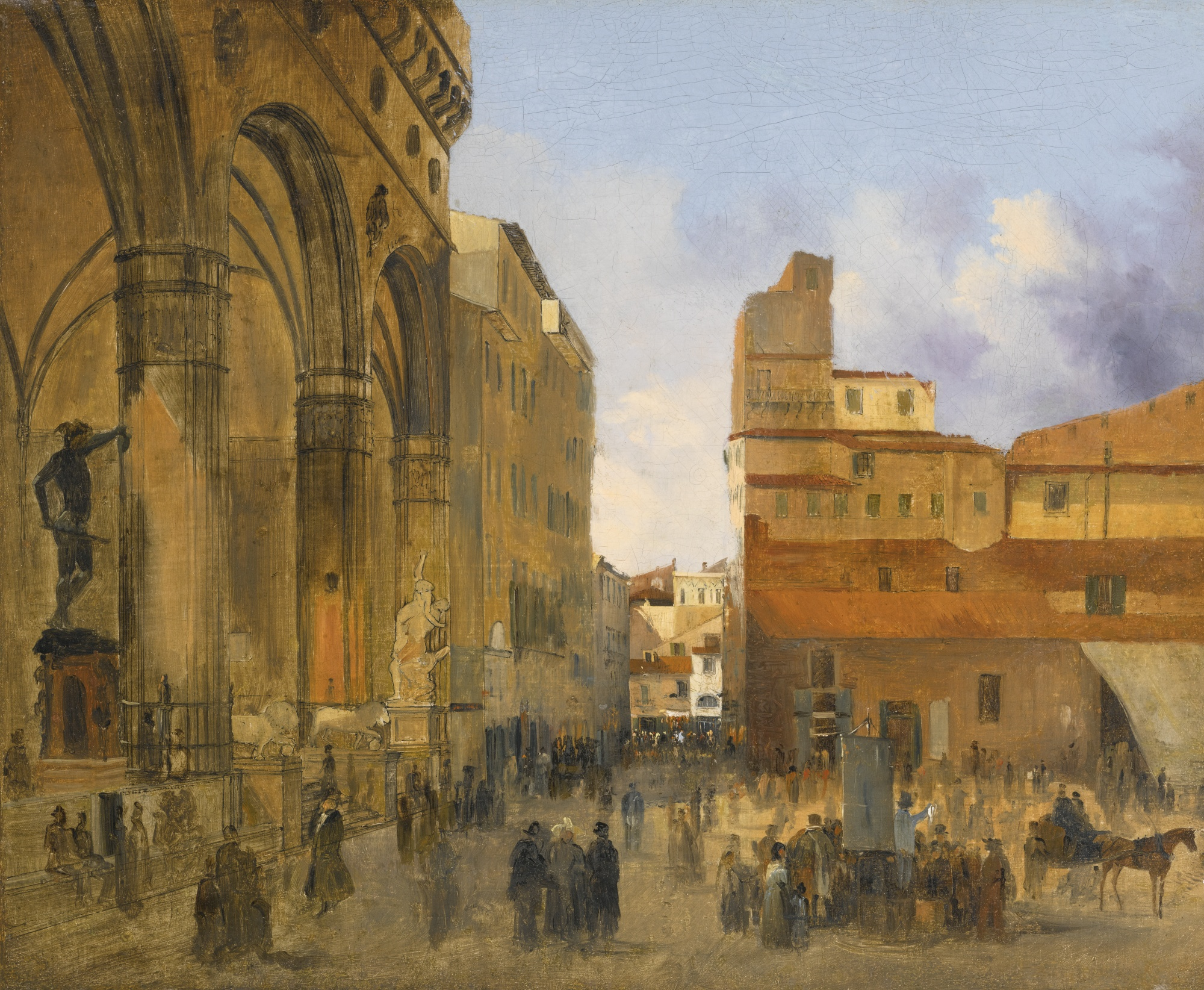
Іпполіто Каффі. «Флоренція. Краєвид площі Сеньйорії від Лоджії деі Ланці»
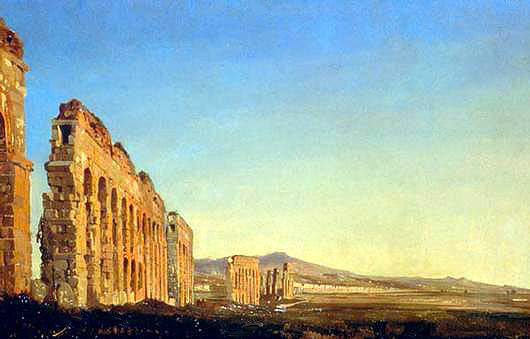
Іпполіто Каффі. «Руїни давньоримського акведука в Римській Кампаньї», 1843 р.
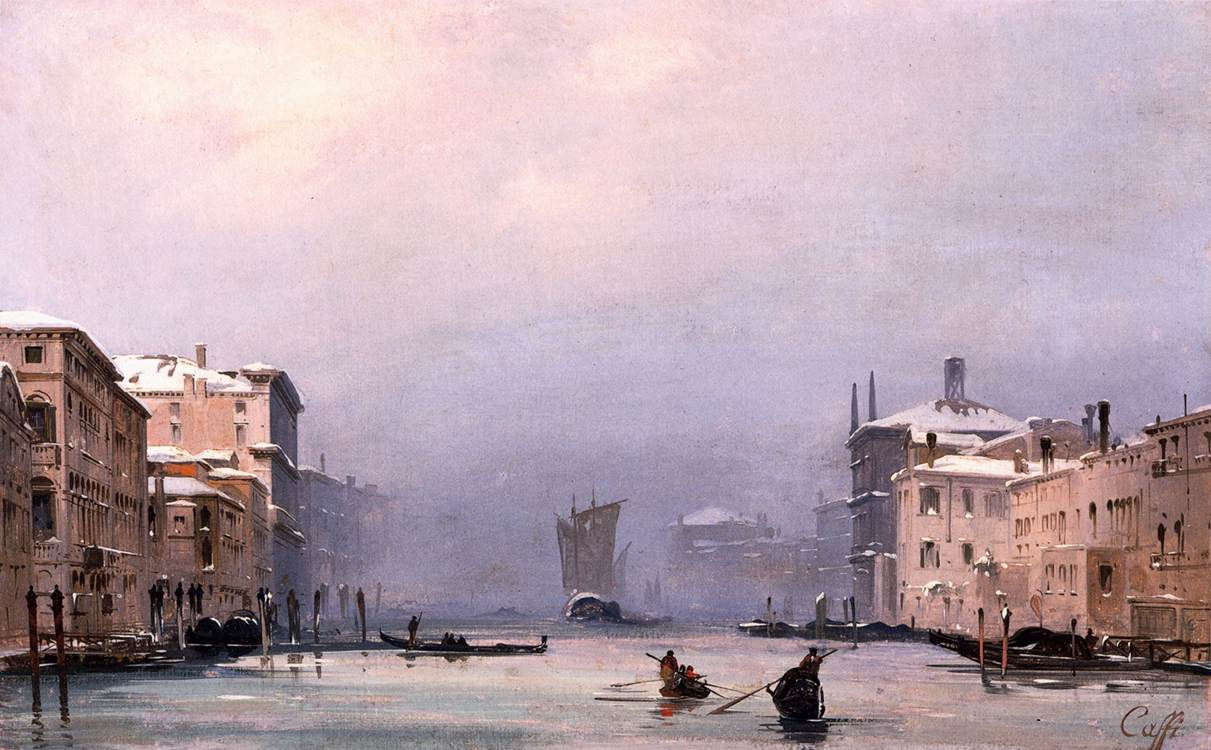
Іпполіто Каффі. «Венеція, занесена снігом»
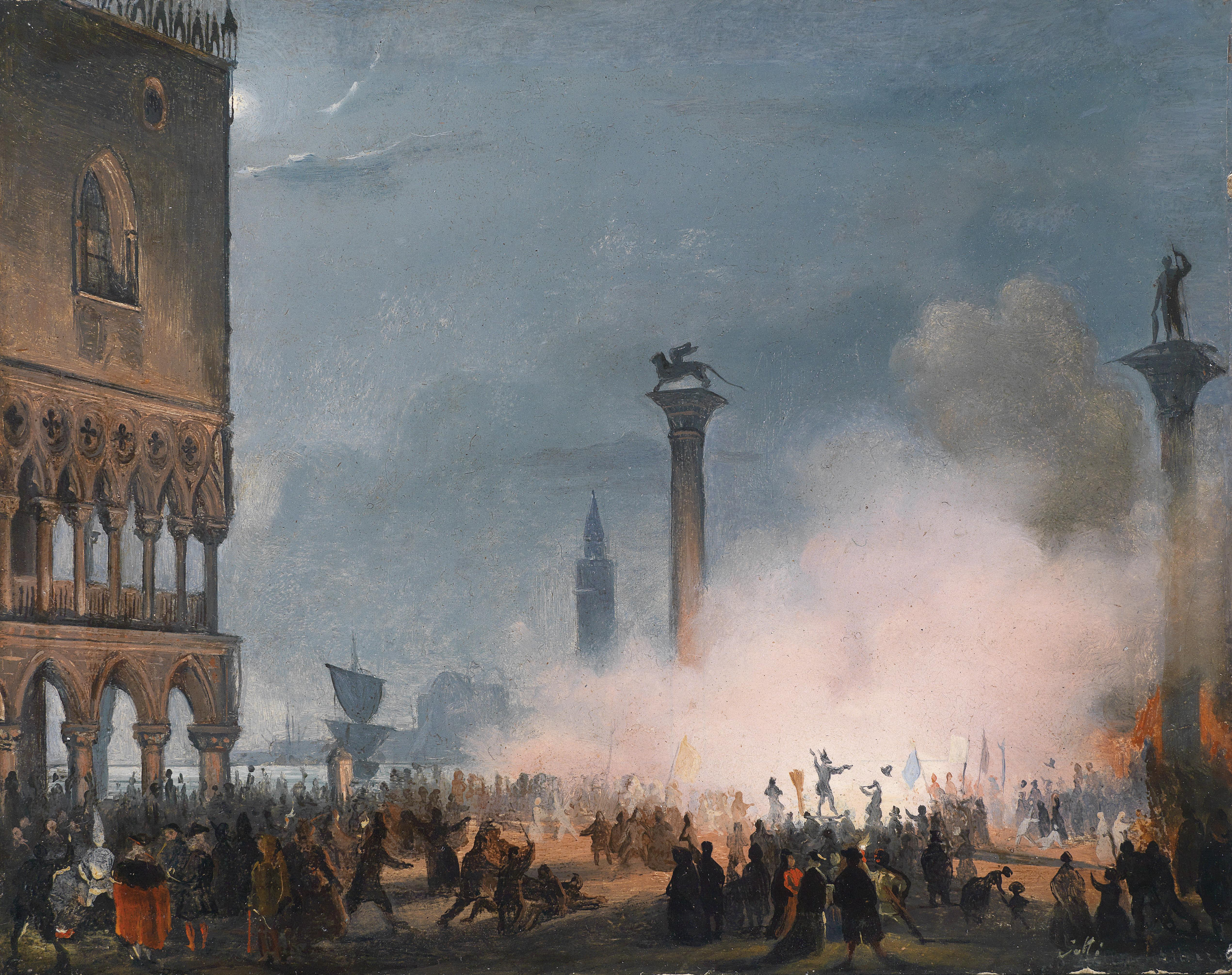
Іпполіто Каффі.«Венеція ввечері, забави на П'яцетті біля палацу Дожів»